# James Barbour
James Barbour (Barboursville, 1775. június 10. – Barboursville, 1842. június 7.) az Amerikai Egyesült Államok szenátora (Virginia, 1815–1825).

## Élete
A Brit-Amerika Virginia gyarmatán, Barboursville-ben született.